# غوبال سواروب باتاك
غوبال سواروب باتاك (24 فبراير 1896 - 4 أكتوبر 1982) هو النائب الرابع لرئيس الهند من أغسطس 1969 إلى أغسطس 1974.

## السيرة الذاتية
من مواليد 26 فبراير 1896 في بريلي في ولاية أوتار براديش، درس القانون في جامعة الله أباد .
وكان القاضي في محكمة الله أباد العليا 1945-1946، وعضو في مجلس الشيوخ الهندي 1960-1966، ووزير قانون الاتحاد 1966-1967، وحاكم ولاية ميسور 1967-1969 ومستشار في جامعة ميسور.  

## روابط خارجية
- غوبال سواروب باتاك على موقع مونزينجر (الألمانية)
- نسخة محفوظة 11 February 2002 على موقع واي باك مشين.